# Diradops norae
Diradops norae är en stekelart som beskrevs av Ugalde och Ian D. Gauld 2002. Diradops norae ingår i släktet Diradops och familjen brokparasitsteklar. Inga underarter finns listade i Catalogue of Life.